# بوريس شوخوف
بوريس شوخوف (بالروسية: Шухов, Борис Хабалович)‏ مواليد 8 مايو 1947 في أوكرانيا، هو دراج سابق. سبق أن شارك في دورة الألعاب الأولمبية الصيفية وفاز بميدالية أولمبية. هو أحد أبطال بطولة العالم لسباق الدراجات على الطريق حيث فاز بها في 1970.

## سجل النتائج

### سباقات أو مراحل فاز بها
- بطولة العالم لسباق الدراجات على الطريق

## الميداليات
| الميدالية | المسابقة                                    |
| --------- | ------------------------------------------- |
| ذهبية     | الألعاب الأولمبية الصيفية 1972              |
| ذهبية     | بطولة العالم لسباق الدراجات على الطريق 1970 |
| فضية      | بطولة العالم لسباق الدراجات على الطريق 1973 |

## روابط خارجية
- بوريس شوخوف على موقع أرشيف الدراجات (الإنجليزية)
- بوريس شوخوف على موقع أوليمبيديا (الإنجليزية)